# 그라인드코어
그라인드코어(Grindcore)는 1980년대 후반에 생긴 장르로, 빠르게 휘몰아 치는 듯한 연주가 특징이다. 영국의 카르카스, 네이팜 데스가 유명하다.